# Ilsenhöhle
Die Ilsenhöhle liegt unterhalb der Burg Ranis in der gleichnamigen thüringischen Stadt. Von 1932 bis 1938 und erneut von 2016 bis 2022 fanden archäologische Ausgrabungen statt.

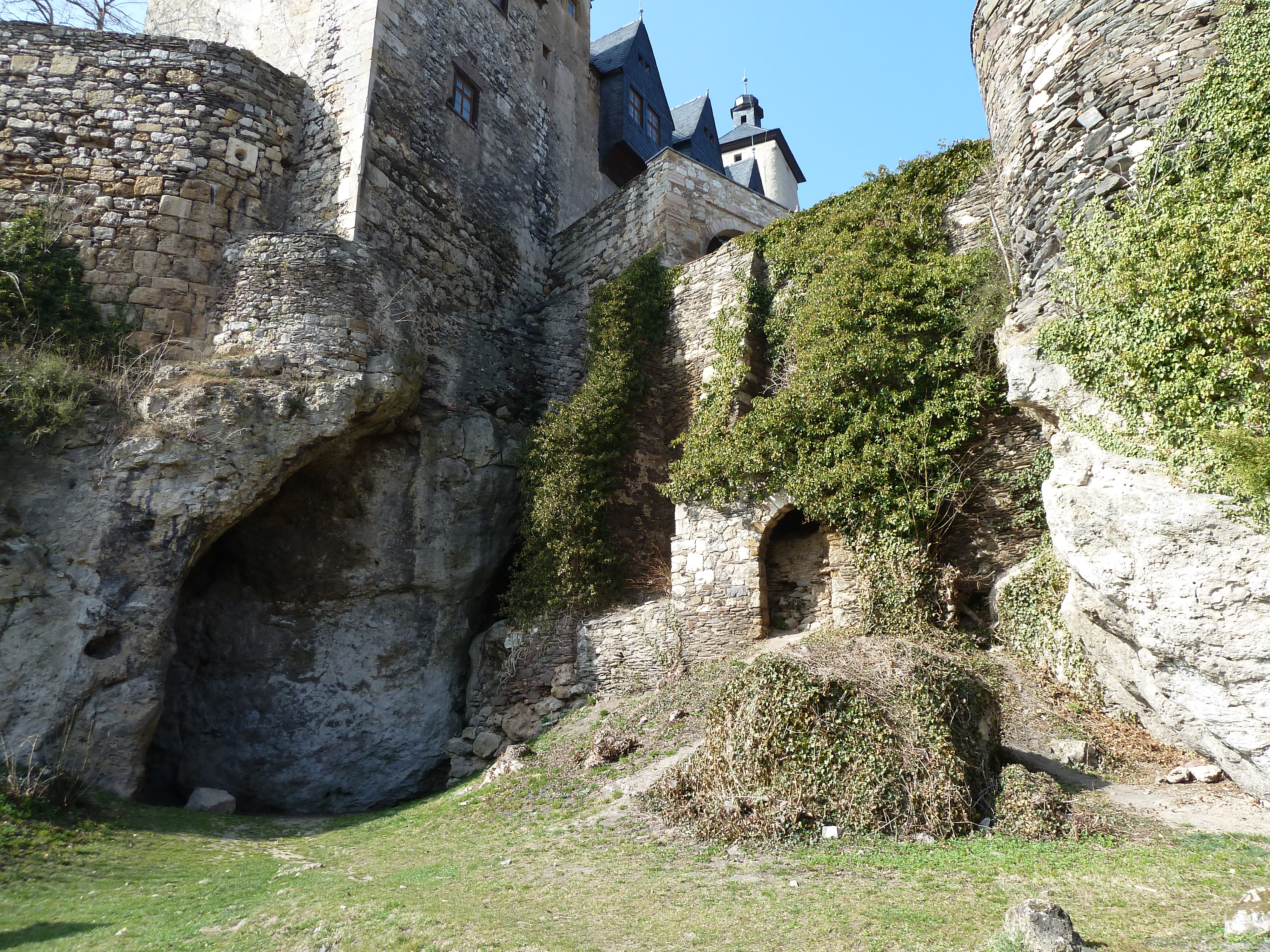
Areal der Vorhalle rechts: Ansatzbereich der eingestürzten Überwölbung (2012)

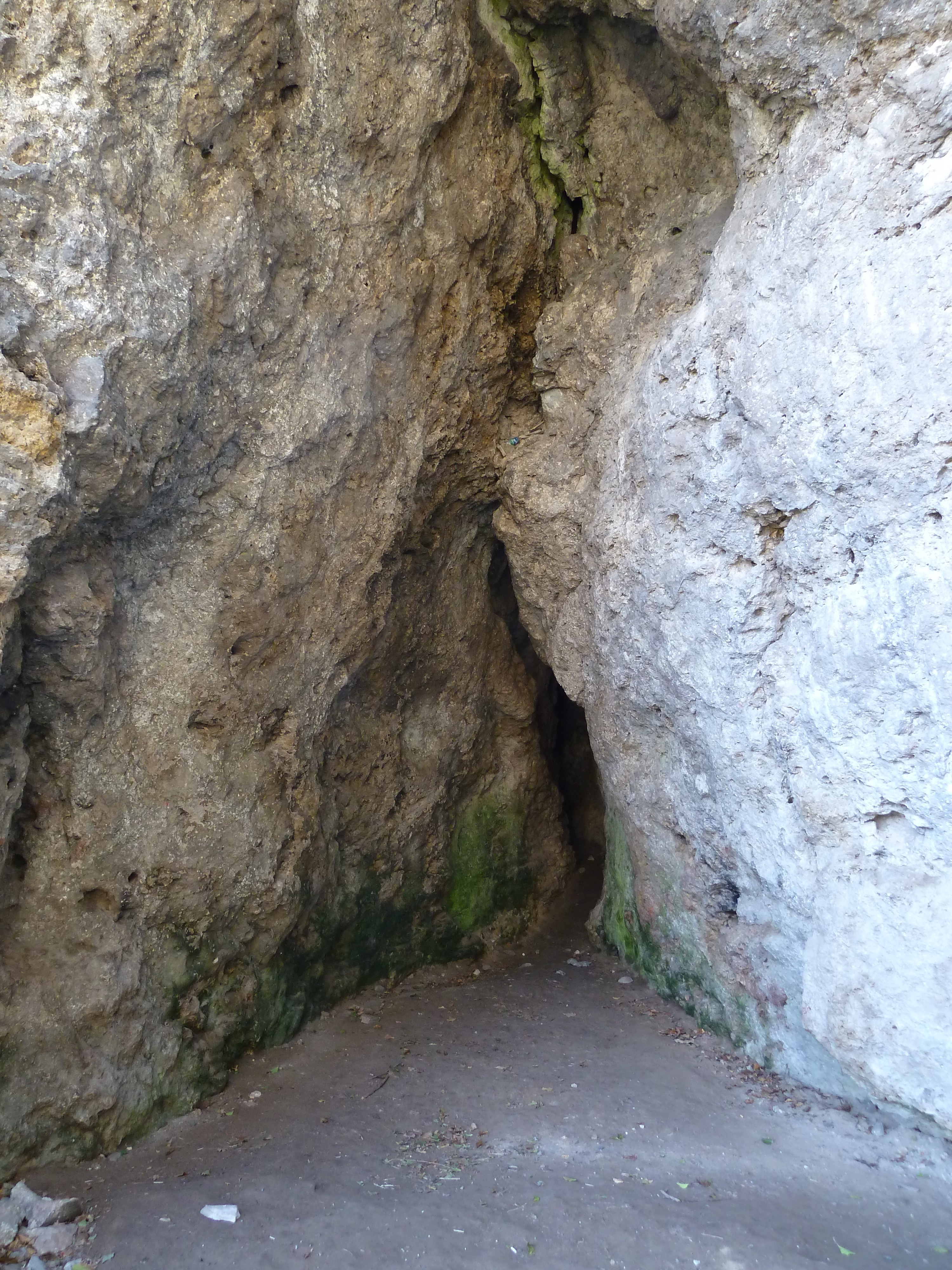
Südhöhle (2012)

## Fundstelle
Die Ilsenhöhle befindet sich im Oberen Orlatal. Vor der Höhle liegt eine flache Landschaft. Riffe flankieren die südöstliche Seite des Tales, das zwischen Zechsteinausstrich und Buntsandstein in südwestlicher Richtung zum Saaletal nach Saalfeld/Saale verläuft. Das Tal stellt offenbar einen alten Saalelauf dar, der von Saalfeld aus bis Pößneck und von hier in nordwestlicher Richtung durch die Buntsandsteinlandschaft bis zum heutigen Saaletal bei Orlamünde führte. Das letzte Talstück nutzt heute die Orla.
Das Riff trägt die Burg Ranis (erstmals 1084 erwähnt). Neben dem Burggraben, der das Riff durchquert, öffnet sich die Höhle an der Südostflanke, mit einem terrassenartig vorspringenden, von Absturzblöcken gesäumten 20 mal 30 m großen Vorplatz, etwa 40 m über der Umgebung. Das Riff erreicht eine Höhe von etwa 400 m NN und ragt um mehr als 60 m über die Umgebung.
Die Höhle besteht aus einer etwa 10 bis 15 m breiten, mindestens 8 bis 10 m hohen Vorhalle, deren abriartige Überwölbung durch Einsturz zurückgesetzt ist. Die Höhle setzt sich im Riffdolomit in zwei kluftartige Hohlräume von jeweils mehr als 10 m Länge fort (Nord- und Südhöhle). Beide beginnen mit etwa 3 m Breite, verjüngen sich jedoch schnell auf weniger als 1 m Breite.
Nach Voruntersuchungen in den Jahren 1926–1931 fanden von 1932 bis 1938 archäologische Ausgrabungen statt. Dabei wurden Teile des Vorplatzes, die Vorhalle und die Spalten untersucht. Auf dem äußeren Teil des Vorplatzes wurden drei Sondagen von je 4 mal 4 m Größe ausgeführt. Insgesamt wurden – ohne die Sondagen – 250 m² der Höhle und des Vorplatzes ausgegraben. Die Voruntersuchungen wurden von Dietrich von Breitenbuch aus Ranis, die anschließenden Grabungen von der damaligen Landesanstalt für Vorgeschichte Halle durchgeführt.

## Geologie
Wie zahlreiche andere Höhlen in den Bryozoenriffen des Zechsteinausstrichs, geht auch die Ilsenhöhle primär auf Kavernen im Riffdolomit zurück, die mit locker verbackenen Riffsanden gefüllt waren und durch Verwitterungs- und Abtragungsvorgänge geleert wurden. Zusätzliche Verwitterung des Dolomits führte zur Erweiterung der Hohlräume, wobei auch die Bildung senkrechter Klüfte eine Rolle gespielt hat. Im Laufe der letzten 120.000 Jahre wurden die Hohlräume der Ilsenhöhle mit Sedimenten und Frostbruch bzw. Frostverwitterungsschutt gefüllt. Die mächtige Sedimentfüllung zeigt laut Befunden aus den 1930er-Jahren folgenden Aufbau:
- Schicht XI. Auf verwittertem Dolomit lagert die untere braune, bis 1 m mächtige Schicht. Sie besteht aus einem tonig-sandigen Lehm und enthält nur wenige Schuttbrocken, nur gelegentlich abgestürzte Blöcke. Die sandigen Anteile gehen auf Dolomitsande des Riffs oder den Zerfall des Riffdolomits zurück.
- Schicht X. Darüber lagert die so genannte graue Schicht (bis 0,3 m mächtig), ein durch Humusanteile grau gefärbter stark sandiger Lehm bis lehmiger Sand, der kaum Gesteinsschutt enthält. Sie ist teilweise mit Knochenasche durchsetzt.
- Schicht IX. Es folgt die mittlere braune Schicht, ebenfalls durchschnittlich 0,3 m mächtig. Sie besteht aus sandigem Lehm, der durch eine schwache Verlehmung (Verwitterung, Bodenbildung) schokoladenbraun verfärbt ist. Er enthält gelegentlich einzelne Schuttbrocken und kleinere Blöcke.
- Schicht VIII. Die schwarze Schicht (0,1 – 0,3 m mächtig), besteht aus einem sandigen, schwach humosen, mit Knochenasche und Knochenkohlen stark durchsetzten, dunkelgraubraun, dunkelgrau bis schwarz gefärbtem Lehm, der frei von Gesteinsschutt ist.
- Schicht VII. Die obere braune Schicht (1,5 bis 2,0 m mächtig). Es ist ein sandiger skelettreicher Lehm. Außer Verwitterungsschutt enthält er die Versturzblöcke des Abri.
- Schicht VI. Die gelbe Schicht. Sie wird bis 3 m mächtig und stellt einen eingewehten Schluff dar. Er ist mit feinstückigem Frostverwitterungsschutt und nach oben zunehmend weiteren Versturzblöcken angereichert.
- Schicht V. So genannte „Nagetierschicht“. Diese 0,2 bis 1,0 m mächtige Schicht lagert sich wie eine Decke über alle älteren Teile. In Vertiefungen oder auf geneigten Fläche hat sie größere Mächtigkeit. Sie besteht aus gelbbraunem Schluff, der die Matrix für ein Skelett aus feinstückigem Gesteinsschutt und zahllosen Skelettresten bildet. Letztere stammen von kleinen bis mittelgroßen Säugern, vor allem von Kleinsäugern, Fledermäusen und anderen Kleinvertebraten. Sie gehen vor allem auf Gewölle von Greifvögeln (Eulen) zurück, während die Fledermausreste überwiegend von Höhlenbewohnern stammen. Größere Skelettreste sind verbissen und liegen als Splitter vor. Der obere Teil der Nagetierschicht wird zunehmend humos und ist darum grau gefärbt (Va).
- Schicht IV. Schwarzgraue Schicht (0,1 – 0,5 m mächtig).
- Schicht III. Graubraune Schicht (0,2 – 0,4 m mächtig) stellen einen humosen, aus schluffiger Matrix und feinstückigem Skelett bestehenden Oberflächenhorizont dar.
- Schicht II. Auf Schluff, der an Feinschutt reich ist, entstand ein weiterer humoser Oberflächenhorizont (insgesamt 0,5 m mächtig).
- Schicht I. Darüber lagerte bis 20 cm mächtiger mittelalterlicher Schutt (Pederzani et al. 2024).

Offenbar umfasst die Schicht XI den unteren/älteren Teil des Weichselfrühglazials (im Sinne der Zyklen Ia2 bis IIb vom Ascherslebener See). Größere Sedimentationslücken kennzeichnen den Horizont; so fehlt jeder Hinweis auf das besonders kalte Stadial um 55 000 bis 65 000. Schicht XI enthält das Inventar Ranis 1. Die Schichten X, IX und VIII enthalten die Inventare Ranis 2 und 3. Da Ranis 2 nach Parallelbefunden in der Nietoperzowa-Höhle bei Kraków (Horizont 6) deren 14C-Alter haben soll, muss es auf etwa 38.000 vor heute datiert werden. Somit könnten allein auf Grund dieses Vergleichs die Schichten VIII bis X in die Zeit des beginnenden Mittelweichsels bzw. den zweiten Abschnitt des Weichselfrühglazials (im Sinne der Zyklen III, IVa, IVb, V vom Ascherslebener See) eingestuft werden. Die Bodenbildung in Schicht IX entspräche einem der Interstadiale (Moershoofd, Hengelo ?). Der braune Lehmhorizont mit den Blöcken des großen Deckeneinsturzes gehört ebenfalls in diese Zeit, denn der Löss VI mit seinem Frostschutt und Versturzmaterial kann dem Hauptlöss des Weichselhochglazials, zwischen 22.000 und 15.000 vor heute zugewiesen werden. Die Nagetierschicht V gehört in das Spätglazial und zeigt Übergänge zum Holozän (Va), dem alle weiteren Schichten zuzuweisen sind.
Vielleicht stammt der große Deckeneinsturz aber nicht aus der Zeit des Mittelweichsels, sondern repräsentiert wirklich das besondere frühglaziale Ereignis des sehr kalten, relativ feuchten 5. Stadials zwischen 55.000 und 65.000 v. h. Dann müssten die unter dem Versturz liegenden Inventare der Horizonte Ranis 2 und 3 wesentlich älter als 38.000 vor heute sein und dem ausgehenden klassischen Frühweichsel (l. Abschnitt des Frühweichsels nach der Interpretation des A-scherslebener See-Profils) zugeordnet werden! Die jüngeren Inventare sind wie folgt mit den Schichten verbunden: Ranis 4 mit VI, Ranis 5 mit V. Die Pollenanalysen der Horizonte VI bis IX sprechen für offene Steppenlandschaften mit vereinzelten Gehölzstandorten, die bezüglich Horizont VI ausschließlich aus Birken und untergeordnet Kiefern bestanden. In den Horizonten VII und VIII erscheinen neben diesen Gehölzarten auch einige wärmeliebende Arten: Hasel, Eiche und Linde. Das ist ungewöhnlich, zumindest für das Mittelweichsel im nördlichen Mittelgebirgsraum, aber nicht für die Interstadiale des ersten frühglazialen Abschnitts vor 65.000 Jahren. Im Nachhinein lassen sich leider keine eindeutigen Anhaltspunkte mehr für eine genaue Einstufung der Fundhorizonte finden. Abgesehen von der Einstufung der Fundhorizonte Ranis 2 und 3 auf Grund typologischer Vergleiche von Steinartefakten in die Zeit um 40.000 vor heute würde man nach geologischen Überlegungen und der intimen Kenntnis der frühweichselzeitlichen Klimaentwicklung und den davon gesteuerten geologischen Phänomenen im Elbe-Saalegebiet die Horizonte VII bis XI insgesamt in die Zeit vor 55.000 v. h. stellen:
VII als dolomitsandigen wahrscheinlich lösshaltigen Lehm mit dem großen Deckenversturz in das besonders intensive 5. Stadial, den Humushorizont X und die darüber folgende durch Verlehmung überprägte Schicht IX sowie die Schwarze Schicht VIII als Ausdruck frühweichselzeitlicher Interstadiale in das dritte und vierte Interstadial, den untersten Horizont XI in den unmittelbar diesen Interstadialen vorangehenden Zeitabschnitt. Eine graue humose Bodenbildung wie jene der Schicht X wurde im Ablauf der Weichselzeit bisher nicht mehr nach dem Stadial zwischen 55.000 und 65.000 beobachtet, was dem letztmaligen Auftreten wärmeliebender Gehölze entspricht. Sollte die vermutete Zuordnung stimmen, dann müssten die Inventare Ranis 2 und 3 etwas älter als 65.000 vor heute sein.

## Archäologische Funde der Grabungen in den 1930er-Jahren
Zuunterst liegt der Fundhorizont Ranis 1 (Schicht XI), ihm folgen Ranis 2 (Schicht X und unterste Partien von IX), Ranis 3 (Schicht VIII und unterste Partien von VII). Ranis 1 und 2 sind spätmittelpaläolithische Inventare, Ranis 3 steht am Übergang zum Jungpaläolithikum. Jungpaläolithisch sind Ranis 4 (Schicht VI), das offensichtlich zum Gravettien zu stellen ist und Ranis 5 (Schicht V), ein Magdalénien.

### Ranis 1
Die Schicht Ranis 1 lieferte nur wenige Artefakte: 6 Artefakte aus Silex, 10 Artefakte aus gelblichem Quarzit. Sie wurden sehr verstreut in Schicht XI angetroffen (Ranis la, 1b, Ic) und sollen einem Inventar angehören. Das trifft aber kaum zu. Ein Siedlungshorizont wurde nicht beobachtet. Auffällig sind zwei bifazial zugerichtete Blattspitzen. Eine besitzt eine quer verlaufende verdünnte Basis. Sie besteht aus Plattenfeuerstein, wie er in Süddeutschland vorkommt, und ist nur partiell flächig von den Kanten her retuschiert. Dorsal wie ventral besitzt sie noch große Teile der Naturfläche (Rinde). Sie wird als „Faustkeilblatt“ (Hülle 1977) bezeichnet, doch ist ihr Blattspitzencharakter unverkennbar. Die andere Blattspitze wurde wie die anderen Silexgeräte aus baltischem Feuerstein hergestellt. Sie ist auch an der Basis zugespitzt, ganzflächig retuschiert, aber nur dorsal an beiden Längskanten fein nachretuschiert. Ferner kommen vier Feuersteinabschläge vor: Ein klingenförmiger Abschlag bildet ein Messer mit natürlichem Rücken und mit Gebrauchsretusche an der Schneide. Fragment einer weiteren Klinge mit Gebrauchsretuschen, ein dünner Abschlag, ein breiter flacher Diskuskernabschlag. Unter den weniger typischen Artefakten aus Quarzit – meist Trümmerstücke und gröbere Abschläge –, fallen einige Formen auf. Eine faustkeilartig grob flächig retuschierte Spitze, ein Messer mit natürlichem Rücken und retuschierter Schneide, ein Diskuskernabschlag mit facettierter Basis, das Reststadium eines strunkförmigen Kernsteins mit präparierter Schlagfläche und einer Abbaufläche. Die Quarzit- und Silexartefakte von Ranis 1 sind typologisch als allgemein mittelpaläolithisch zu bewerten. Sie wurden von Toepfer (Mania und Toepfer 1973) als mousteroide Artefakte eingestuft. Mit ihnen sind die beiden Blattspitzen schlecht zu verbinden. Sie nähern sich mehr Ranis 2. Offenbar liegen mit Ranis 1 doch spärliche Reste kulturell und zeitlich verschiedener Inventare vor, die auch mehrfache Begehungen der Ilsenhöhle zu Beginn des Weichselglazials anzeigen.

### Ranis 2
Die „graue Schicht“ (X) stellt einen intakten Begehungshorizont dar, der allerdings heute sorgfältiger ausgegraben und vor allem geschlämmt werden würde. In die basalen Teile dieses Horizontes sind Artefakte durch Umlagerung gelangt – wahrscheinlich bereits durch Aktivitäten des Menschen selbst. An verschiedenen Stellen kamen in bzw. auf der grauen Schicht eingetragene Platten aus Kulmgrauwacke vor, die offensichtlich zur Pflasterung des unebenen Höhlenvorplatzes dienten. Eine Feuerstelle konnte nachgewiesen werden. Sonst belegen Kiefernholzkohlen und Knochenasche bzw. -kohlen eine längerfristige Nutzung der Höhle. Umso erstaunlicher, dass keine Arbeitsplätze beobachtet wurden, nicht einmal in Form von Anhäufungen von Abschlägen, Absplissen und anderen Abfällen der Steinbearbeitung. Sicherlich geht auch ein großer Teil der reichen Faunenreste in Form von Knochensplittern und Gebissresten auf Speiseabfälle des Menschen zurück. Die Artefakte stehen in ihrer Typenzusammensetzung wie ihrer weiten Streuung im Gegensatz zu der mit Sicherheit längeren Besiedlungsdauer oder den zahlreichen, kurzzeitig aufeinanderfolgenden Aufenthalten in der Ilsenhöhle. Sie sind aus baltischem Feuerstein hergestellt. Es handelt sich um 63 Objekte, die im Höhleneingang wie auf dem Vorplatz weit verstreut gefunden wurden. Sie stellen fast ausnahmslos Geräte, wie Blattspitzen, Blattdoppelspitzen (u. a. Szeleta-Spitzen), Klingenspitzen, verschiedene Schaberformen dar. Abschläge und Kernsteine fehlen weitgehend. Weiterhin kommen 7 Knochenpfrieme und ein meißelartig angeschliffener Elfenbeinstab vor. Hinweise auf Schlag- oder Retuschierplätze, aber auch auf Arbeitsplätze, wo diese Geräte gebraucht wurden, gibt es nicht oder entgingen dem damaligen Beobachtungs- und Beurteilungsvermögen der Ausgräber, die nicht auf Paläolithikum spezialisiert oder eingestellt waren. Aber nach der Monographie, die etwa 40 Jahre nach Ende der Grabungen geschrieben wurde (Hülle 1977) sollen – wenn schon Befunde – so wenigstens keine Artefakte übersehen worden sein. Sicher würde ein Sieben und Schlämmen des auf dem Vorplatz wieder aufgefüllten Grabungsabraumes manche Überraschung bringen.

### Ranis 3
Ranis 3 zeigt noch mittelpaläolithische Akzente (Diskuskern-Technik, levalloide Klingen-Technik, Flächenretuschen), tendiert aber mit seinen vorwiegend kantenretuschierten Klingengeräten zum Aurignacien (Hahn 1977). Die Klingenspitzen bzw. Spitzklingen haben trotz ihrer Flächenretuschen, die aber einseitig dorsal angelegt sind, eine andere, überwiegend schneidende Funktion als die auch in der Ebene symmetrischen Klingenspitzen von Ranis 2. Diese zeigen die Absicht der Hersteller, mit Hilfe beidseitiger verflachend wirkender Flächenretusche im Umriss wie in der Ebene symmetrische Projektilformen zu erzeugen. Sie kommen als Spitzenbewehrung von Wurfpfeilen in Betracht. Ähnlich wurden wohl auch die meisten Blattspitzen verwendet. Bei den großen Blattspitzen wird stattdessen eher schneidende Funktion als große Messer angenommen. Doch ist auch hier bei entsprechender Schäftung die Verwendung dieser ausgesprochen symmetrischen und sehr flachen Spitzen als Pfeil- oder Speerbewehrung möglich. Das Objekt muss nur bis auf eine schmale Schneiden und Spitzenpartie genügend verkittet werden, so dass es vor Bruch gesichert wird. Ranis 2 und 3 deuten nicht auf eine spezielle Nutzung der Ilsenhöhle („Schlachthaus“ – Hülle 1977), sondern auf eine längerfristige Nutzung als Wohnunterkunft/Lagerplatz durch Jägergruppen, die in den Steppen und Parktaigen der Umgebung jagten.

## Paläontologische Befunde der Grabungen in den 1930er-Jahren

### Pollenanalysen
Punktuell wurden Pollenanalysen einiger Horizonte durchgeführt (Schütrumpf in Hülle 1977). Sie hatten folgende Ergebnisse:
- Schicht X und IX. Gräser und Kräuter (vor allem Gramineen, weniger Cyperaceen) überwiegen mit 91 % gegenüber 9 % Baumpollen. Birke und Kiefer treten auf, letztere auch als Holzkohle. Der Abdruck eines Erlenblattes wurde gefunden. Unter den Nichtbaumpollen fällt Selaginella (Moosfarne) auf.
- Schicht VIII. 80 % Gräser und Kräuter (Gramineen und Cyperaceen etwa gleich häufig, Compositen, Chenopodiaceen). Die Baumpollendichte ist mit 20 % relativ hoch. Am häufigsten ist die Birke, gefolgt von Weide und Kiefer. Von der Birke sind auch Holzkohlereste vorhanden.
- Schicht VII. 85 % Gräser und Kräuter (sehr häufig Gramineen, häufig Cyperaceen, ferner Umbelliferen, Compositen). 15 % Baumpollen: Birke 8,5 %, Kiefer 2,4 %, Corylus (Hasel) 1,8 %, Quercus (Eiche) 1,2 %, Tilia (Linde) 0,6 %. Kiefer auch als Holzkohle.
- Schicht VI. 80 % Gramineen, Cyperaceen und Compositen. 20 % Baumpollen: Birke (am häufigsten), Kiefer und Sanddorn (Hippophae).

### Wirbeltierfauna
Aus den Horizonten VI bis XI stammen reiche Wirbeltierreste, die zum Teil auf Hyänenhorste zurückgehen und zum Teil – vor allem in Verbindung mit den Kulturhorizonten – auf die Jagdbeute des Menschen zurückgehen. Sie sind indessen in ihrer Herkunft nicht immer deutlich voneinander zu trennen. Eine besondere Differenzierung ist nach der empirischen Darstellung von Hülle (1977) nicht festzustellen, eine eingehende Untersuchung dieser Faunen steht bisher noch aus.
- Schicht XI. Nashorn (wahrscheinlich vorwiegend Wollnashorn, Coelodonta antiquitatis), Rothirsch (Cervus elaphus), Rentier (Rangifer tarandus), Höhlenbär (Ursus spelaeus), Höhlenhyäne (Crocuta crocuta spelaea).
- Schicht X. Wollhaarmammut (Mammuthus primigenius), Coelodonta antiquitatis, Cervus elaphus, Rangifer tarandus, Ursus spelaeus, Crocuta crocuta spelaea.
- Schicht VIII. Mammuthus primigenius, Coelodonta antiquitatis, Rind (Bos sp.), Pferd (Equus sp.), Cervus elaphus, Rangifer tarandus, Ursus spelaeus, Crocuta crocuta spelaea, Höhlenlöwe (Panthera spelaea), eine große Vogelart.
- Schicht VI. Coelodonta antiquitatis, Equus sp., Cervus elaphus, Rangifer tarandus, Bos sp., Moschusochse (Ovibos moschatus), Ursus spelaeus, wahrscheinlich auch Braunbär (Ursus arctos).

Diese Säugerfauna ähnelt sehr jener von Königsaue und entspricht ebenfalls einer frühglazialen Übergangsfauna, die vornehmlich in offenen Wiesensteppen bis Waldsteppen gelebt hat. Einige anspruchsvollere Elemente kommen noch vor, wie zum Beispiel der Rothirsch.

## Befunde aus den Grabungen von 2016 bis 2022
Zwischen 2016 und 2022 wurde im Bereich der Höhle der zwischen 1932 und 1938 ausgegrabene und anschließend verfüllte Hauptschacht erneut freigelegt. Ziel war es, die damals erfasste Stratigraphie mit den heute möglichen Methoden zu überprüfen, in der Hoffnung, dass trotz der Eingriffe in den 1930er-Jahren noch unberührte Ablagerungen übriggeblieben waren. Am unteren Ende der bis in acht Meter Tiefe reichenden Abfolge von Schichten stießen die Forscher auf einen 1,7 Meter dicken Felsbrocken, den die früheren Ausgräber umgangen hatten. Nachdem das Gestein zerlegt und entfernt worden war, wurden direkt unter diesem Gestein tatsächlich unberührte Ablagerungen entdeckt, darunter erstmals auch vier Knochen, die als Überreste eines anatomisch modernen Menschen (Homo sapiens) identifiziert wurden. Zudem wurden aus dem Fundmaterial der 1930er-Jahre neun weitere Menschenknochen nachgewiesen.
Die Datierung der Knochen ergab ein Alter zwischen 45.000 und 43.000 Jahren (Cal BP), was bedeutet, dass diese Funde zu den frühesten Belegen für die Anwesenheit des Homo sapiens (des sogenannten Cro-Magnon-Menschen) in Europa zählen. Aufgrund ihrer ungewöhnlich guten Erhaltung konnten zudem die Genome aller 13 Knochenfragmente entschlüsselt werden. Demnach handelt es sich um die Überreste von mindestens sechs Individuen. Die Größe der Knochenfragmente deutet darauf hin, dass zwei dieser Individuen Kleinkinder waren, drei waren genetisch männlich und drei genetisch weiblich. Zwei Individuen (Ranis 4 und Ranis 6) waren Verwandte ersten Grades (Mutter und Tochter), Ranis 4 und Ranis 12  Verwandte zweiten oder dritten Grades. Zugleich wurde aufgrund der DNA-Analysen – insbesondere beim Fossil Ranis13 – berechnet, dass es vor rund 49.000 bis 45.000 Jahren zu einem Genfluss von Neandertalern zu den Vorfahren der Gruppe aus der Ilsenhöhle gekommen ist. Ferner ergab eine DNA-Analyse des weiblichen Schädels aus Zlatý kůň (Tschechien), dass eine genetische Verwandtschaft fünften oder sechsten Grades zwischen der Frau aus Zlatý kůň und zwei Individuen aus Ranis (Ranis12 und Ranis4) bestand. „Bei der Analyse genetischer Varianten im Zusammenhang mit phänotypischen Merkmalen stellten die Forscher fest, dass die Individuen aus Ranis und Zlatý kůň Varianten trugen, die mit dunkler Haut- und Haarfarbe sowie braunen Augen assoziiert sind, was wohl ein Resultat des jüngeren afrikanischen Ursprungs dieser frühen europäischen Population ist.“

## Belege
1. ↑   Dorothea Mylopotamitaki et al.: Homo sapiens reached the higher latitudes of Europe by 45,000 years ago. In: Nature. Band 626, 2024, S. 341–346, doi:10.1038/s41586-023-06923-7.
2. ↑  Sarah Pederzani et al.: Stable isotopes show Homo sapiens dispersed into cold steppes ~45,000 years ago at Ilsenhöhle in Ranis, Germany. In: Nature Ecology & Evolution. Online-Publikation vom 31. Januar 2024, doi:10.1038/s41559-023-02318-z.
3. ↑  Arev P. Sümer et al.: Earliest modern human genomes constrain timing of Neanderthal admixture. In: Nature. Online-Vorabveröffentlichung vom 12. Dezember 2024, doi:10.1038/s41586-024-08420-x.
4. ↑  Älteste Genome moderner Menschen entschlüsselt. Auf: mpg.de vom 12. Dezember 2024.